# Посольство України в Бразилії
Посольство України в Республіці Бразилія — дипломатична місія України в Бразилії, розміщена в Бразиліа.

## Завдання посольства
Основне завдання Посольства України в Бразиліа — представляти інтереси України, сприяти розвиткові політичних, економічних, культурних, наукових та інших зв'язків, а також захищати права та інтереси громадян і юридичних осіб України, які перебувають на території Республіки Бразилія, Республіки Болівія, Кооперативній Республіці Гаяна та Республіці Суринам.
Посольство сприяє розвиткові міждержавних відносин між Україною і Бразилії на всіх рівнях, з метою забезпечення гармонійного розвитку взаємних відносин, а також співробітництва з питань, що становлять взаємний інтерес. Посольство виконує також консульські функції.

## Історія дипломатичних відносин
Після проголошення незалежності Україною 24 серпня 1991 року Бразилія визнала Україну 26 грудня 1991 року. 11 лютого 1992 року між Україною та Бразилією було встановлено дипломатичні відносини.

## Керівники дипломатичної місії
1. Никоненко Олександр Миколайович (1996—2000)
2. Богаєвський Юрій Вадимович (2000—2006)
3. Роговець Геннадій Володимирович (2006—2007) т.п.
4. Лакомов Володимир Іванович (2007—2010)
5. Грушко Ігор Олегович (2010—2012)
6. Троненко Ростислав Володимирович (2012—2021[2])
7. Ткач Анатолій Олегович (2021—2023) т.п.
8. Мельник Андрій Ярославович (2023[3]—2025[4])

## Консульство України у м. Сан-Паулу
Адреса: Alameda dos Jurupis, nº 1005, cj. nº 81-82, Moema, São Paulo — SP, Brasil, CEP: 04088-003.
- Консули України в Сан-Паулу

1. Кузнєцова Вікторія Анатоліївна